# Stazione di Staggia
La stazione di Staggia è stata una stazione ferroviaria della ferrovia Modena-Mirandola.
La stazione, situata nell'odierna via Gallerana, era gestita dalla Società Emiliana di Ferrovie Tranvie ed Automobili (SEFTA) e serviva la frazione di Staggia nel comune di San Prospero, in provincia di Modena.

## Storia
La stazione venne inaugurata il 16 settembre 1883. Il giorno successivo si verificò un deragliamento nei pressi dello scambio meridionale in entrata della stazione di Staggia: la locomotiva del treno proveniente da Modena uscì dai binari, trascinano con sé due vagoni.
La stazione, insieme a tutta la linea Modena-Mirandola, venne dismessa il 6 settembre 1964 e da allora si trova in totale stato di abbandono ed incuria.
Successivamente al terremoto dell'Emilia del 2012 è stato previsto il recupero dell'edificio, con una spesa stimata in 410.000 euro.